# L'ànima morta
L'ànima morta és una obra de teatre d'Àngel Guimerà. Tragèdia en 3 actes i en vers, estrenada al teatre Novetats el 14 de maig de 1892. Dirigida per Antoni Tutau.

## Repartiment de l'estrena
- Egla: Carlota de Mena.
- Petronella: Concepció Palà.
- Ferran: Teodor Bonaplata.
- Dagobert: Antoni Tutau.
- Fra Ervich: Jaume Virgili.
- Astor: Ricart Esteve.
- Montabrany: Miquel Pigrau.
- Gualbes: Enric Guitart
- Guillem: Joan Oliva.
- Guerau: Vicent Daroqui
- Bertran: Lluís Muns.
- Osvalt: Josep Ferràndiz.
- Monges, dames, cavallers, soldats, servidors.